# Calospila rhodope
Calospila rhodope is een vlindersoort uit de familie van de prachtvlinders (Riodinidae), onderfamilie Riodininae.
Calospila rhodope werd in 1853 beschreven door Hewitson.